# Homem-Aranha 3
Homem-Aranha 3 (no original em inglês Spider-Man 3) é um filme de ação estadunidense de 2007, produzido pela Columbia Pictures, Marvel Entertainment e Laura Ziskin Productions e distribuído pela Sony Pictures Releasing, baseado no personagem fictício Homem-Aranha da Marvel Comics. Foi dirigido por Sam Raimi e roteirizado por Sam e Ivan Raimi e Alvin Sargent. É o terceiro e último filme da trilogia Homem-Aranha dirigida por Sam Raimi, sendo também o sétimo filme da série de filmes Homem-Aranha. O filme é estrelado por Tobey Maguire, Kirsten Dunst, James Franco, Thomas Haden Church, Topher Grace, Bryce Dallas Howard, Rosemary Harris, J.K. Simmons, James Cromwell e Cliff Robertson em sua aparência final em algum filme.
O filme é ambientado meses após os eventos de Homem-Aranha 2 e acompanha Peter Parker se tornando um fenômeno cultural por ser o Homem-Aranha, enquanto Mary Jane continua a sua carreira na Broadway. Harry Osborn ainda procura vingança pela morte de seu pai, e um perigoso fugitivo, Flint Marko, cai em um acelerador de partículas e é transformado em um manipulador de areia que muda de forma. Ao mesmo tempo, um simbionte extraterrestre cai no planeta Terra e influencia pessoas como Peter a mudar seu comportamento para o pior. Quando Peter abandona o simbionte, o extraterrestre encontra refúgio em Eddie Brock Jr, um fotógrafo rival de Peter no Clarim Diário, fazendo com que Peter enfrente seu maior desafio.
O desenvolvimento de Homem-Aranha 3 começou imediatamente após o lançamento de Homem-Aranha 2 com um lançamento programado para 2007. Durante a pré-produção, Raimi originalmente queria outro vilão para ser incluído, juntamente com o Homem-Areia, mas a pedido do produtor Avi Arad, o diretor adicionou Venom, também sendo solicitado pelos produtores a adição de Gwen Stacy. A fotografia principal do filme começou em janeiro de 2006 e teve lugar em Los Angeles e Cleveland, antes de se mudar para Nova Iorque, de maio a julho de 2006. Durante a pós-produção, a Sony Pictures Imageworks criou mais de novecentos efeitos visuais.
Homem-Aranha 3 estreou em 16 de abril de 2007, em Tóquio e lançado nos Estados Unidos em cinemas IMAX em 4 de maio de 2007. Embora o filme tenha recebido críticas mistas da crítica especializada, em contraste com as críticas altamente positivas de seus antecessores, ele permanece como o filme mais bem-sucedido da série em todo o mundo, sendo o nono mais rentável financeiramente da Marvel, acompanhando títulos como The Avengers e Homem de Ferro 3, além de se tornar a segunda produção de maior bilheteria da Sony Pictures Entertainment, atrás apenas de Skyfall. Após o sucesso de Homem-Aranha 3, foi previsto que Raimi dirigiria um "Homem-Aranha 4". No entanto, divergências entre Raimi e a Sony fizeram com que diretor deixasse o projeto, e assim a Sony cancelou o filme.

## Enredo
Um ano após o sacrifício de Otto Octavius, Peter Parker planeja propor Mary Jane Watson em casamento, enquanto ela faz sua estreia musical no Teatro da Broadway. Enquanto Peter leva Mary Jane para um passeio no Central Park à noite, um meteorito cai perto dos dois e um simbionte extraterrestre segue Peter escondido em sua motocicleta até seu apartamento. Harry Osborn, agora sabendo que Peter é o Homem-Aranha, busca vingar a morte de seu pai Norman. Usando o gás de aprimoramento de desempenho de Norman e a tecnologia do Duende Verde, Harry luta contra Peter até sofrer uma pancada na cabeça, desenvolvendo uma amnésia parcial que o faz esquecer de todas as suas memórias recentes. Enquanto isso, a polícia persegue o fugitivo Flint Marko pelas ruas da cidade; Marko faz uma rápida visita à casa de sua esposa e filha doente antes de prosseguir sua fuga. Após cair em um acelerador de partículas experimental que funde seu corpo com a areia ao redor, Marko ganha a habilidade de controlar e reformar seu corpo com a própria areia, tornando-se o Homem-Areia.
Durante um festival em homenagem ao Homem-Aranha por salvar a vida de Gwen Stacy, Peter a beija para agradar a multidão, mas irrita Mary Jane. Algumas quadras dali, Marko rouba um caminhão blindado, originando uma luta entre ele e o Homem-Aranha. Após Marko conseguir fugir, o capitão da polícia de Nova York, George Stacy, pai de Gwen, informa a Peter e sua tia May que Marko é o verdadeiro assassino de Ben Parker, tio de Peter; o falecido Dennis Carradine era, na realidade, cúmplice de Marko. No apartamento, o simbionte escondido que seguiu Peter o captura e assume a forma do traje do Homem-Aranha enquanto Peter aguardava em sua cama alguma chamada policial alertando sobre Marko. Peter acorda no topo de um prédio, descobrindo que o simbionte pintou seu traje de preto e aumentou seus poderes; no entanto, o novo uniforme também traz à tona traços agressivos de sua personalidade, tornando Peter mais vingativo e rude.
Peter localiza e luta contra o Homem-Areia em um túnel do metrô. Ao descobrir que a água é seu ponto fraco, ele abre um cano, liberando água que reduz Marko a lama e o leva para o esgoto. A mudança de comportamento de Peter afasta Mary Jane, que também recebe críticas negativas dos críticos por conta de sua atuação na Broadway. Ela compartilha um momento de ternura com Harry, mas sai arrependida. Instado por uma alucinação de seu pai, Harry se recupera de sua amnésia e força Mary Jane a terminar com Peter. Harry mais tarde se encontra com Peter e diz a ele que Mary Jane o ama. Sob a influência do simbionte, Peter confronta Harry e diz com rancor que seu pai nunca o amou. Quando Peter sai após uma luta que se segue, Harry joga uma bomba do Duende Verde nele, mas Peter consegue desviar e a joga de volta para Harry, queimando parte do rosto deste após explodir.
No prédio do jornal Clarim Diário, Peter expõe o fotógrafo rival Eddie Brock, cujas fotos falsas incriminaram o Homem-Aranha como um vilão nas manchetes. O editor J. Jonah Jameson demite Brock e promove Peter a fotógrafo da equipe. Mais tarde, Peter leva Gwen a um clube de jazz onde Mary Jane agora trabalha como garçonete cantora. Na tentativa de deixá-la com ciúmes, Peter interrompe a apresentação de Mary Jane e dança com Gwen na frente dela. Ao perceber as verdadeiras intenções de Peter, Gwen pede desculpas a Mary Jane e vai embora. Depois de agredir os seguranças e acidentalmente bater em Mary Jane, Peter percebe que o simbionte o está corrompendo. Se recolhendo para a torre do sino de uma igreja, ele descobre que as badaladas do sino metálico enfraquecem a criatura e Peter consegue remover o simbionte. Enquanto estava orando pela sua vingança contra Peter no térreo da igreja, Brock recebe o simbionte solto e se torna seu novo hospedeiro.
Assumindo a forma de Venom, Brock localiza Marko e o convence a unir forças para matar o Homem-Aranha. Brock sequestra Mary Jane se disfarçando de taxista e a mantém no alto de uma teia formada pelos poderes do simbionte em cima de um canteiro de obras, com a intenção de matá-la em vingança por Peter ter arruinado sua carreira no Clarim Diário, enquanto Marko mantém a polícia sob controle. Peter pede ajuda a Harry para salvar Mary Jane, mas ele recusa; o mordomo de Harry, vendo a situação, diz a ele que a morte de Norman não foi culpa do Homem-Aranha e que provavelmente ele cometeu suicídio. Quando Peter é encurralado por Brock e Marko, Harry chega para ajudar Peter a salvar Mary Jane. Durante a batalha que se segue, Brock tenta empalar Peter com o planador do Duende Verde, mas Harry pula na frente e é empalado em seu lugar. Ao se lembrar da fraqueza do simbionte, Peter monta um círculo formado por tubos de metal e desfere várias batidas para criar um ataque sonoro, enfraquecendo Venom e permitindo que Peter separe Brock do simbionte.
Peter ativa uma bomba do Duende Verde e a joga no simbionte que está momentaneamente sem hospedeiro. Tendo se tornado viciado por sua influência, Brock tenta salvar o simbionte, e ambos são vaporizados pela explosão. O Homem-Areia surge como Marko e este explica a Peter que o assassinato de seu tio não foi intencional: durante a noite da morte de Ben, este havia tentado conversar com Marko para desistir do assalto e ir para casa, mas Marko acabou disparado em Ben sem querer pois havia tomado um susto ao ver seu comparsa Carradine chegando; Marko diz a Peter que todos os crimes que ele cometeu foi com a intenção de ajudar sua filha doente. Após as explicações, Peter perdoa Marko, permitindo que ele escape. Peter e Harry se reconciliam antes que o último morra devido aos ferimentos do planador. Algum tempo depois do funeral de Harry, Peter visita Mary Jane no clube de jazz, onde eles se abraçam e dançam.

## Elenco

James Franco como Harry Osborn / Duende Jr.

- Tobey Maguire como Peter Parker / Homem-Aranha: um super-herói, um brilhante estudante de física da Universidade de Columbia e o fotógrafo para o Clarim Diário.
- Kirsten Dunst como Mary Jane Watson: Namorada de Peter Parker, que ele amou desde a infância. No início o namoro dos dois vai bem, como Peter até mesmo pretendendo pedi-la em casamento, mas as coisas começam a desandar depois que MJ não alcança o sucesso esperado em sua peça e sente inveja do sucesso de Peter (que ela sabe que é o Homem-Aranha), que ao mesmo tempo está se afeiçoando a Gwen Stacy. Se sentindo ignorada por Peter, que se torna cada vez mais convencido, MJ busca ajuda em Harry Osborn, que também é bastante atraído por ela.
- James Franco como Harry Osborn / Duende Jr.: O filho dedicado de Norman Osborn, o antigo Duende Verde, e melhor amigo de Peter. Após ter conhecimento de que Peter é o Homem-Aranha, Harry se torna o novo Duende Verde. Porém, ao finalmente descobrir a verdade sobre a morte do seu pai, Harry decide ajudar Peter a enfrentar Homem Areia e Venom.
- Rosemary Harris como May Parker: Tia de Peter Parker e viúva de Ben Parker. Ela dá a Peter seu anel de noivado para que ele possa propor casamento a Mary Jane.
- J. K. Simmons como J. Jonah Jameson: O chefe agressivo do Clarim Diário. Ele não gosta de Homem-Aranha, a quem considera um criminoso, e tenta convencer a população disso através do seu jornal.
- Dylan Baker como o Dr. Curt Connors: Professor de física da faculdade de Peter Parker. Ele examina um pedaço do simbionte e informa a Parker que ele amplifica características de seu hospedeiro, em especial a agressão.
- Thomas Haden Church como Flint Marko / Homem-Areia: Um pequeno bandido com uma esposa e a filha doente. O único motivo dele roubar é para conseguir dinheiro suficiente para pagar o tratamento de sua filha. Ele acidentalmente se torna o Homem-Areia após cair em um campo de teste experimental de partículas, e mais  tarde também acaba caçado por Peter devido às suas ligações com o assassinato do tio do mesmo.
- Bryce Dallas Howard como Gwen Stacy: Amiga de Peter na escola, que também é salva por Homem-Aranha. No começo, Gwen é namorada de Eddie Brock, rival de Peter no Clarim Diário, mas nutre uma queda pelo próprio Peter e se encanta com o Homem-Aranha sem saber que ele e Peter são a mesma pessoa. Dado seu interesse por Peter, em certo ponto do filme, Gwen deixa Eddie e começa a sair com Peter.
- Topher Grace como Eddie Brock / Venom: Namorado de Gwen e fotógrafo concorrente de Peter no Clarim Diário. Arrogante e malandro, Eddie é fã do Homem-Aranha e, sabendo do sucesso do herói, tem como ambição fotografá-lo, tentando conseguir fotos raras e inéditas do mesmo a fim de se mostrar superior a Peter e desbancá-lo. Porém, após ser denunciado por farsa, Eddie é demitido e consequentemente deixado por Gwen, que está interessada em Peter. Eddie jura que irá se vingar de Peter, mas após este se desfazer do simbionte, ele cai sobre Eddie, tornando-o o vilão Venom.

Stan Lee, o co-criador de Homem-Aranha, fez uma pequena participação em Homem-Aranha 3, como ele faz em muitos filmes baseados em personagens da Marvel Comics. Ele interpreta um homem que, depois de ler um boletim de notícias, juntamente com Peter, diz, "uma pessoa pode fazer diferença". No primeiro filme da trilogia, o ator Bruce Campbell fez uma participação especial interpretando um locutor que anuncia eventos de uma luta livre em que Peter participa, um porteiro de um teatro em Homem-Aranha 2 e, agora no terceiro filme, retorna interpretando um garçom francês que tenta ajuda Peter a conquistar Mary Jane. O compositor Christopher Young aparece no filme como um pianista de um teatro que  Mary Jane trabalha, enquanto o produtor Grant Curtis tem uma participação especial como o motorista de um carro blindado que recebe ataques do Homem-Areia. O comediante Dean Edwards aparece no filme falando com uns leitores do jornal que fala mal do Homem-Aranha. E o apresentador Hal Fishman aparece como ele mesmo em uma reportagem.

## Produção

### Desenvolvimento
"Uma das coisas mais importante que Peter agora tem de aprender é que este conceito dele como vingador ou como herói, não é somente vestir uma roupa vermelha e azul, e levar criminoso à justiça(...) ele está tentando pagar essa dívida de culpa, que sente por causa da morte de seu tio Ben. Ele se considera um herói e uma pessoa sem pecado. Achávamos que seria uma grande coisa, ele aprender a visão um pouco menos preto e branco da vida e que ele não está acima de ninguém."

—Sam Raimi
Em março de 2004, com Homem-Aranha 2 programado para ser lançado no próximo mês de junho, o estúdio Marvel começou a desenvolver Homem-Aranha 3, com um lançamento previsto para o ano de 2007. Um pouco antes do lançamento de Homem-Aranha 2, uma data de lançamento de Homem-Aranha 3 havia sido agendada para 2 de maio de 2007, antes da produção da sequência iniciar. Posteriormente a data veio a ser modificada para 4 de maio de 2007. Em janeiro de 2005, a Sony Pictures Entertainment concluiu um acordo de sete dígitos com a roteirista Alvin Sargent, que escreveu Homem-Aranha 2, para iniciar seu trabalho em Homem-Aranha 3, com o contrato prevendo também o desenvolvimento do quarto filme.
Imediatamente após o lançamento de Homem-Aranha 2, Ivan Raimi escreveu um tratamento para o roteiro de mais de dois meses, juntamente de Sam Raimi para decidir usar o filme para explorar Peter, para ele aprender que não é apenas um justiceiro sem pecado, e que também ele deve saber mais conceitos daqueles que ele considera criminosos. Harry Osborn foi trazido para trás como Raimi queria concluir seu enredo. Raimi sentiu que Harry não iria seguir o legado de seu pai. Homem-Areia foi introduzido como um antagonista, pois segundo Raimi foi considerado por ele um personagem fascinante visualmente. Enquanto Homem-Areia é um criminoso nas histórias em quadrinhos, os roteiristas criaram um plano de fundo do personagem "retirando a culpa da morte do Tio Ben", e aumentando a culpa de Peter sobre a morte do tio e desafiar sua percepção simplista do evento. Em geral, Raimi descreveu o filme como sendo somente sobre Peter, Mary Jane, Harry e o Homem-Areia.
Raimi queria outro vilão, e Ben Kingsley foi envolvido em negociações para interpretar o Abutre, mas seu personagem foi cortado. Produtor Avi Arad convenceu Raimi para incluir o personagem Venom, um personagem cuja percebida "falta de humanidade" tinha inicialmente sido criticada por Sam Raimi. Alter-ego do Venom, Eddie Brock Jr., já tinha um pequeno papel no enredo. Arad disse ao diretor que Venom tinha uma base forte de fãs, então Raimi decidiu incluiu o personagem para agradá-los, que logo também veio a gostar do personagem. A versão do personagem no filme é uma amálgama de histórias de Venom. Eddie Brock Jr., a parte humana do Venom, serve como um espelho para Peter Parker, com ambos os personagens tendo trabalhos semelhantes e os mesmos interesses românticos. Ações de Brock como jornalista em Homem-Aranha 3 também representam temas contemporâneos dos paparazzi. Os produtores também sugeriram adicionar interesse amoroso de Gwen Stacy. Com tantas adições, Alvin Sargent logo encontrou seu roteiro tão complexo, e considerou a opção de dividir ele em dois filmes, porém, abandonou a ideia.

### Filmagens
A fotografia principal de Homem-Aranha 3 começou em 16 de janeiro de 2006 e envolveu em julho de 2006, após mais de cem dias de filmagens. A equipe esteve em Los Angeles até o dia 19 de maio de 2006. Na primavera nos Estados Unidos em 2006, o gerente de localização de cinema Peter Martorano trouxe câmera tripulações para Cleveland, devido a organização Cleveland Film Commission, oferecendo espaço de produção, no centro de convenções da cidade sem custo. Em Cleveland, foi filmado a batalha entre o Homem-Aranha e Homem-Areia no carro blindado. Depois, a equipe se mudou para Manhattan, onde as filmagens ocorreram em vários locais, incluindo One Chase Manhattan Plaza, de 26 de maio de 2006 até 1 de julho de 2006. Filmagens foram também difíceis para o diretor de fotografia Bill Pope, como o simbionte Venom e o novo Homem-Aranha, que foram fantasiados de preto durante as stage combat que acontecem à noite.

### Efeitos

Boxeador amputado, Humby Baxter, como Homem-Aranha dando um soco gerado por computador que atravessa o peito de Homem-Areia, interpretado por Thomas Haden Church.

John Dykstra que ganhou o Oscar de melhores efeitos visuais, por seu trabalho em Homem-Aranha 2, não voltou ao terceiro filme como supervisor de efeitos. Scott Stokdyk, que é colega de Dykstra, tornou-se supervisor em seu lugar, levando diversos programadores da Sony Pictures Imageworks. Esse grupo projetaram em alguns programas específicos de computador novecentos tomadas de efeitos visuais.
Além dos efeitos visuais inovadores, Stokdyk criou uma miniatura de um edifício, com New Deal Studios e David Sanger. Stokdyk escolheu criar a miniatura em vez de usar imagens geradas por computador, a fim de fazer cenas mais realistas e oportunas, sem inventar algo envolvendo modelos feitos em computadores. Para compreender os efeitos visuais para o Homem-Areia, experimentos foram feitos com doze tipos de areias, tais como lançando-a em dublês, e despejando-a em objetos. Os resultados foram usados na pós-produção para criar os efeitos visuais do personagem. Para cenas envolvendo efeitos visuais, Thomas Haden Church foi primeiramente filmado sozinho e colocado sobre as imagens e efeitos gerados por computadores. Devido semelhanças com substancias, as areias de Arizona foram usadas como modelo para as areias feitas em computadores. Em uma cena de luta onde Homem-Aranha dá socos nos peitos de Homem-Areia, o especialista em artes marciais, Baxter Humby tomou o lugar de Tobey Maguire para filmar a cena. Humby, cuja mão direita foi amputada no momento do nascimento, ajudou a completar o efeito pretendido de perfuração no peito do Homem-Areia.
Considerando que o terno desgastado do simbionte nos quadrinhos do Homem-Aranha foi um pano preto com uma grande aranha branca na parte da frente e atrás, o desenho mudou no filme a se tornar uma versão preta do traje tradicional do Homem-Aranha, com cintos. Como consequência disso, o terno que Topher Grace usava como Venom também tinha o cinto, o produtor Grant Curtis disse que “é o terno do Homem-Aranha, mas torcido e mutilado por si só”. Além disso, o motivo deu um sentido de vida ao simbionte, dando uma aparência de prender no corpo do personagem, em novas formas. Ao animar o Venom, os animadores observaram cenas de grandes felinos, como leões e leopardos para movimentos ágeis do personagem.

## Lançamento

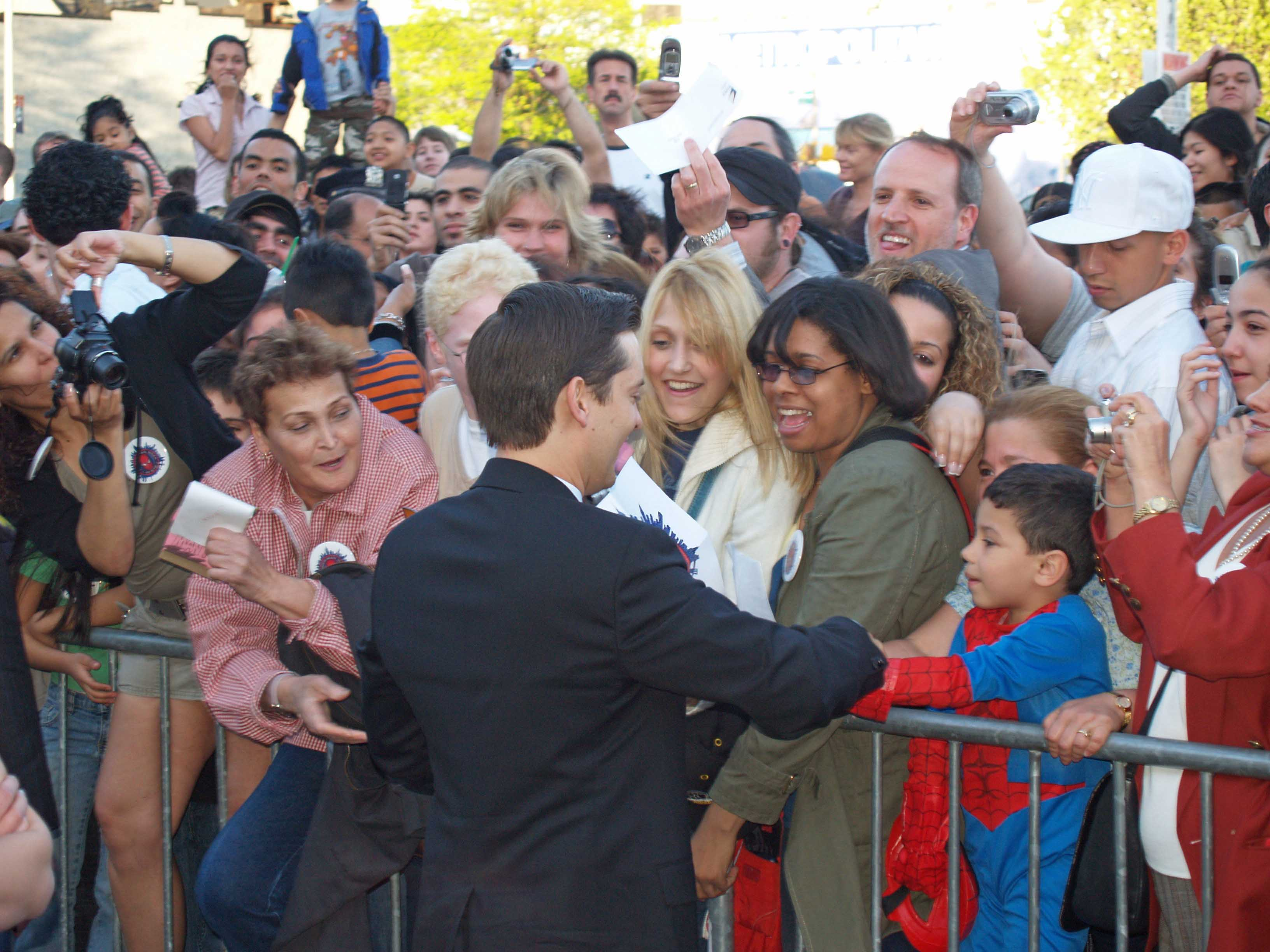
Tobey Maguire cumprimentando os fãs na estreia do filme em Queens, Nova York.

Homem-Aranha 3 teve sua premiere mundial no Toho Cinemas Roppongi Hills em Tóquio no dia 16 de abril de 2007. O filme estreou no Reino Unido em 23 de abril de 2007 no Odeon Leicester Square, enquanto que nos Estados Unidos a estreia ocorreu no Tribeca Film Festival no Queens em 30 de abril de 2007.
O filme foi lançado comercialmente em dezesseis países em 1º de maio de 2007. Homem-Aranha 3 foi lançado no Japão em 1º de maio de 2007, três dias antes do lançamento comercial nos Estados Unidos, para coincidir com a Golden Week do Japão. Também foi lançado na China em 3 de maio de 2007 para contornar o crescimento do mercado de cópias não licenciadas do filme; foi a primeira vez que um filme da Sony/Columbia foi lançado primeiramente na China antes do seu lançamento estadunidense, sendo distribuído pela Sony Pictures Releasing International. Em 6 de maio de 2007, Homem-Aranha 3 estreou em 107 países ao redor do mundo.
O filme foi lançado comercialmente nos Estados Unidos em 4 de maio de 2007 em um total recorde de 4.253 cinemas pelo país, incluindo cinquenta e três cinemas IMAX. O número recorde de cinemas em um lançamento amplo foi posteriormente batido por Pirates of the Caribbean: At World's End, que foi lançado em 4.362 cinemas nos Estados Unidos (109 a mais que Homem-Aranha 3). Foi o nono filme a ser exibido em mais de quatro mil cinemas após a estreia, logo após Shrek 2, Homem-Aranha 2, Shark Tale, Madagascar, Missão Impossível 3, Over the Hedge, Superman Returns e Pirates of the Caribbean: Dead Man's Chest.

### Desempenho comercial
Homem-Aranha 3 ganhou US$ 336.530.303 em toda américa do norte e US$ 558.453.070 em outros países, para um total mundial de US$ 894.983.373. É o 43° filme de maior bilheteria de todos os tempos, e a terceira maior bilheteria de 2007, o filme de maior bilheteria da trilogia de Sam Raimi, e foi o filme de maior bilheteria distribuído pela Sony/Columbia até 2012, quando foi lançado Skyfall. O filme bateu o recorde em um único dia em todo o mundo (US$ 104 milhões) em sua primeira sexta-feira e quebrou seu próprio recorde novamente no seu primeiro sábado (US$ 117,6 milhões). Ele também estabeleceu um novo recorde de abertura no fim de semana em todo o mundo, com 381,7 milhões dólares. A sessões do filme em IMAX chegaram a US$ 20 milhões arrecadados em apenas trinta dias, mais rápido do que qualquer outro filme 2D remasterizado no formato.

### Resposta da crítica
No agregador de resenhas Rotten Tomatoes, Homem-Aranha 3 detém um índice de aprovação de 63% com base em 261 resenhas, obtendo uma classificação média de 6,2/10; o consenso dos críticos do site diz: "Embora haja mais personagens e enredos, e as sequências de ação ainda deslumbrem, Homem-Aranha 3, no entanto, não é tão refinado quanto os dois primeiros filmes". O Metacritic, que usa uma média ponderada, atribuiu ao filme uma pontuação 59/100 com base em quarenta críticos, indicando "críticas mistas ou médias". O público consultado pelo CinemaScore deu ao filme uma nota média "B+" em uma escala de "A+" a "F".
Manohla Dargis, do The New York Times, deplorou o ritmo do filme como "principalmente apenas lento" e disse que o mesmo faltou mais humor. Richard Roeper do Chicago Sun-Times deu ao filme duas de quatro estrelas em sua crítica. David Edelstein, da revista New York, sentiu falta da "ameaça centrífuga" do personagem de Alfred Molina, acrescentando que "os três vilões [do filme] não somam um Doutor Octopus" (referindo-se a atuação de Molina como Dr. Octopus em Homem-Aranha 2).
Roger Friedman, do canal Fox News, chamou o filme de "ópera de quatro estrelas", observando que, embora longo, havia muito humor e ação. Andy Khouri, da Comic Book Resources, elogiou o filme como "facilmente o épico de super-herói mais complexo e habilmente orquestrado já filmado, apesar da enorme quantidade de personagens, ação e enredo de super-herói de ficção científica acontecendo neste filme, Homem-Aranha 3 não aparenta ser sobrecarregado, tedioso ou chato". Jonathan Ross, um grande fã dos quadrinhos, sentiu que o filme era o melhor da trilogia. Richard Corliss da Time elogiou os cineastas por sua capacidade de "dramatizar sentimentos de angústia e traição pessoal dignos de um filme de Ingmar Bergman e, em seguida, vesti-los com cores berrantes de quadrinhos". Wesley Morris do jornal The Boston Globe, deu ao filme 4 de 5 estrelas, escrevendo que era um filme novo e bem feito e que deixaria o espectador "satisfeito". A revista Entertainment Weekly nomeou o Homem-Areia como o oitavo melhor personagem de filme gerado por computador.
John Hartl, da MSNBC, deu uma crítica positiva a Homem-Aranha 3, mas afirmou que ele tem algumas falhas, como ter "muitos enredos". Uma crítica parecida foi dada por Amy Biancolli, do Houston Chronicle, que reclamou que "o roteiro está cheio de tantos personagens coadjuvantes e desvios de enredo que a encantadora idiossincrasia da série às vezes se perde no barulho". Jack Matthews, do Daily News, achou que o filme era muito mais dedicado aos "diálogos tranquilos" de Peter e Mary Jane, mas que os fãs não ficariam desapontados com a ação do filme.

### Principais prêmios e indicações
| Prêmio           | Ano  | Nomeado (a)                                                                      |
| ---------------- | ---- | -------------------------------------------------------------------------------- |
| BAFTA            | 2008 | - Filme (Melhores Efeitos Especiais)                                             |
| MTV Movie Awards | 2008 | - Topher Grace (Melhor Cena de Ação e Melhor Vilão)                              |
| Prêmio Saturno   | 2008 | - Sam Raimi (Melhor Diretor) - Filme (Melhor Filme e Melhores Efeitos Especiais) |

## Legado
Em 2007, "Homem-Aranha 4" entrou em desenvolvimento, com Raimi para dirigir e Maguire, Dunst e outros membros do elenco definido para reprisar seus papéis. Tanto o quarto e um quinto filme foram planejadas e a ideia de filmar as duas sequências ao mesmo tempo estava sob consideração. No entanto, Raimi declarou em março de 2009 que só o quarto filme estava em desenvolvimento naquela época e que, se houvesse quinto e sexto filmes, esses dois filmes seria realmente a continuação um do outro. James Vanderbilt foi contratado em outubro de 2007 para escrever o roteiro, depois de relatos iniciais no início de 2007, que a Sony Pictures estava em contato com David Koepp, que escreveu o primeiro filme do Homem-Aranha. O roteiro foi reescrito por David Lindsay-Abaire, um premiado pulitzer dramatúrgico e reescrito novamente por Gary Ross, em outubro de 2009. Sony também envolveu Vanderbilt para escrever o enredo de "Homem-Aranha 5" e "Homem-Aranha 6".
Em janeiro de 2010, foi divulgado pela Sony Pictures que os planos para um "Homem-Aranha 4" tinham sido cancelados, devido a retirada de Raimi do projeto e que o estúdio focaria em uma nova história, para reiniciar a série. O ato se deu em virtude depois que as diferenças criativas foram colocadas em pauta. A mídia relatou que Sam Raimi queria fazer um filme que fosse elogiado, tanto pela crítica quanto pelos fãs. Porém, a Sony já tinha suas próprias ideias para o quarto filme da franquia. Assim tanto Raimi, quantos os atores, Tobey Maguire e Kirsten Dunst foram dispensados.
Um reboot da série, chamado The Amazing Spider-Man foi lançado em 3 de julho de 2012, com o ator Andrew Garfield interpretando Peter Parker. Uma sequência desse reboot foi lançada no dia 1 de Maio de 2014 no Brasil e em 2 de Maio de 2014 nos Estados Unidos.
A franquia The Amazing Spider-Man sofreu um reboot em 2016, com a estreia do ator Tom Holland interpretando Peter Parker em Captain America: Civil War.